# Генерал гірсько-піхотних військ

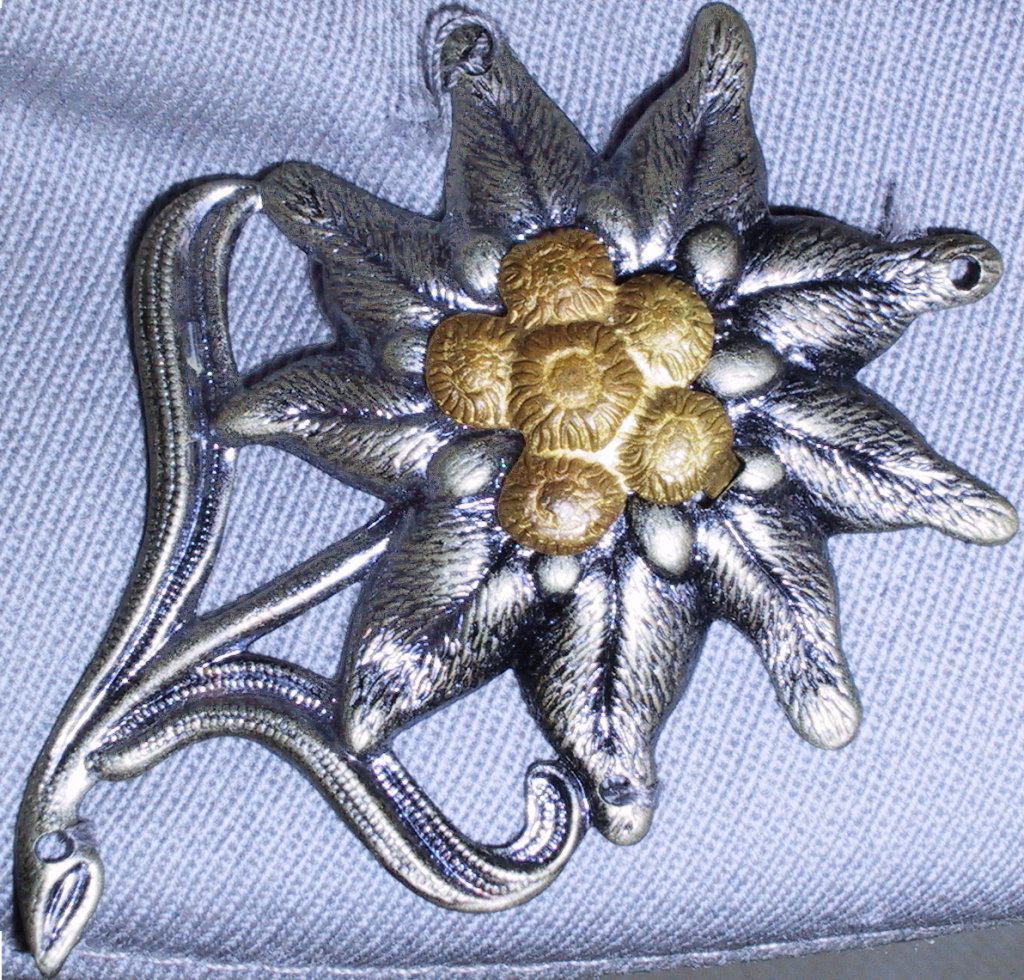
Едельвейс — символ гірських стрільців Вермахту

Генера́́л гірсько-піхотних військ (нім. General der Gebirgstruppe) — військове звання генеральського складу, яке існувало у Вермахті з 1940 по 1945.

## Положення про звання
Звання генерала гірсько-піхотних військ знаходиться по старшинству між званнями генерал-лейтенанта та генерал-полковника.
Це звання правильніше називати «генерал роду військ», тому що воно дорівнювалося до чинів:
- «генерал від інфантерії»,
- «генерал танкових військ»,
- «генерал кавалерії»,
- «генерал артилерії»,
- «генерал парашутних військ»,
- «генерал авіації»,
- «генерал зенітних військ»,
- «генерал військ зв'язку» тощо.

За часів Третього Рейху у військах СС відповідало званню СС-Обергруппенфюрер і генерал Ваффен-СС.

## Список генералів гірсько-піхотних військ Німеччини
- Франц Беме (1885—1947) (покінчив життя самогубством);
- Едуард Дітль (1889—1944) (з 1 червня 1942 — генерал-полковник, загинув у авіакатастрофі 23 червня 1944);
- Карл Егльзер (1890—1944) (загинув в авіакатастрофі 23 червня 1944);
- Валентін Фойрштайн (1885—1970)
- Георг Ріттер фон Генгль (1897—1952)
- Фердинанд Йодль (1896—1956)
- Рудольф Конрад (1891—1964)
- Ганс Крейсінг (1890—1969);
- Людвіг Кюблер (1889—1947) (страчений в Югославії);
- Губерт Ланц (1896—1982);
- Юліус Рінгель (1889—1967);
- Фердинанд Шернер (1892—1973) (з 1 квітня 1944 — генерал-полковник, з 4 квітня 1945 — генерал-фельдмаршал);
- Ганс Шлеммер (1893—1973)
- Карл фон Ле Сьюр (1898—1954)
- Курт Ферсок (1895—1963)
- Еміль Фогель (1894—1985)
- Фрідріх-Йобст Фолькамер фон Кірхензіттенбах (1894—1989)
- Август Вінтер (1897—1979)

## Галерея

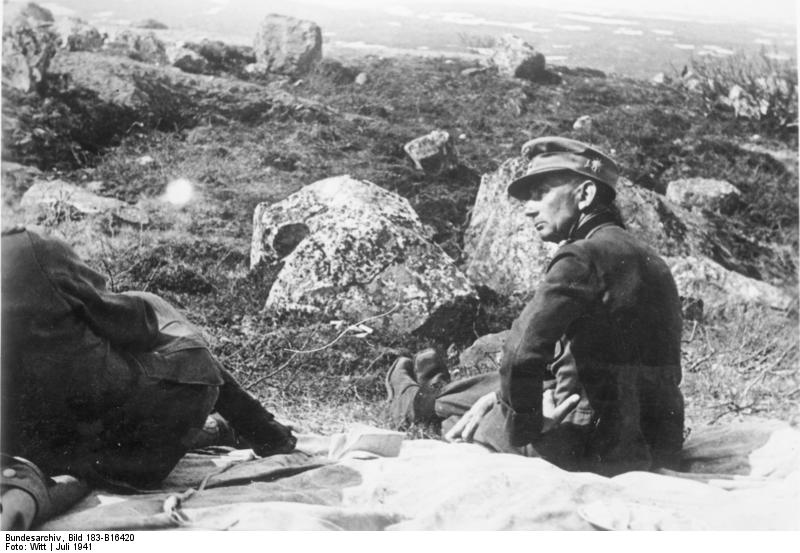
Генерал гірсько-піхотних військ Едуард Дітль у Росії (1941)
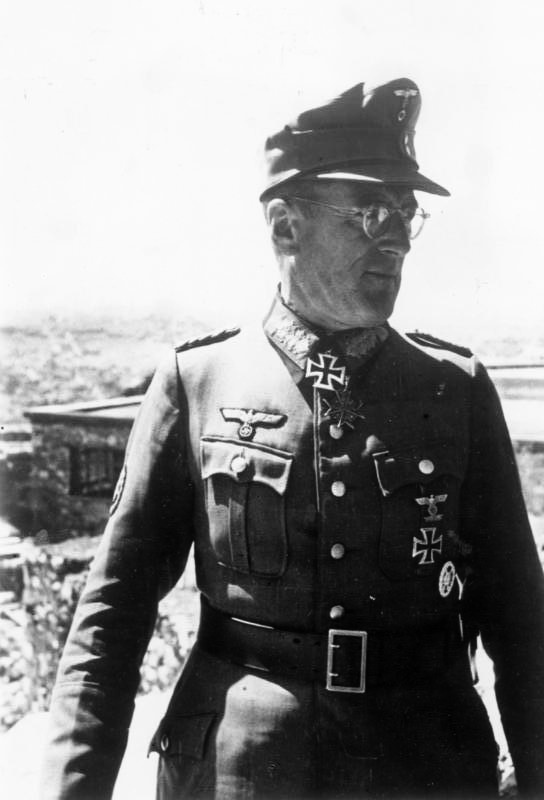
Генерал гірсько-піхотних військ Фердинанд Шернер в Греції (1941)
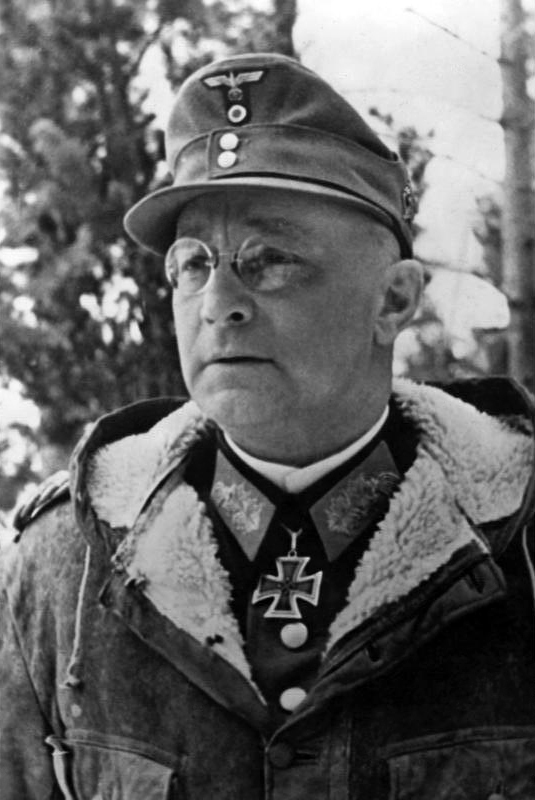
Генерал гірсько-піхотних військ Франц Бьоме в Лапландії (Фінляндія) (1943)